# إلار كولتراين
إلار كولتراين (بالإنجليزية: Ellar Coltrane)‏ هو ممثل أمريكي، ولد في 27 أغسطس 1994 بأوستن في الولايات المتحدة.

## أعمال

### أفلام
- (2014) صبا[5][6][7]
- (2016) باري
- (2017) الدائرة[8][9]

## وصلات خارجية
- إلار كولتراين على موقع IMDb (الإنجليزية)
- إلار كولتراين على موقع ألو سيني (الفرنسية)
- إلار كولتراين على موقع أول موفي (الإنجليزية)
- إلار كولتراين على موقع قاعدة بيانات الأفلام السويدية (السويدية)
- إلار كولتراين على موقع قاعدة بيانات الفيلم (الإنجليزية)
- إلار كولتراين على موقع كينوبويسك (الروسية)